# ビッグコミック増刊号
『ビッグコミック増刊号』は、小学館発行の男性向け漫画雑誌『ビッグコミック』の姉妹誌。年5回、2月（かつては3月）・5月・7月・9月・11月の17日に発売されている。
2020年12月号（11月17日発売）から、『ビッグコミック』本誌に先立ってデジタル版（電子版）の配信を開始した。

## 連載・シリーズ掲載作品
2025年5月19日（2025年6月17日号）現在。◆は『ビッグコミック』本誌にも単発もしくは不定期で掲載されている。
- INOZ（こやす珠世）
- オシメンガムスメ（石原まこちん）※不定期掲載
- 銃器職人（ガンスミス）・デイブ（さいとう・たかを→原作：さいとう・たかを／さいとう・プロダクション）　※デイブ・マッカートニーを主人公とする『ゴルゴ13』のスピンオフ
- ギターショップ・ロージー（髙橋ツトム） ◆本誌で読み切り掲載ののち移籍連載
- ギャラリーフェイク（細野不二彦）※『ビッグコミックスピリッツ』から移籍
- 今日も、なんとか生きてます。（北沢バンビ） ◆
- 剣々豪々（山科けいすけ）
- ゴーダ音楽堂（業田良家）
- 婚活ストラテジー（原作：藤川よつ葉、漫画：兎中晋二）
- じんちく以外（小田扉）
- なつのの京（わたせせいぞう） ◆
- ニャーゴとピュロロロ（初丸うげべそ）
- まどいのいきもの —銀河生物観察記—（永田礼路）
- 諸星大二郎劇場（諸星大二郎）
- 夜ノ蝶ハ怪シク談カタル（伊藤和良）

## 過去に掲載された作品
発行頻度などの関係上、不定期掲載の場合には明確に終了が告知されないこともあり、以下の作品にも掲載が再開される可能性のあるものが含まれる。
- 赤羽がんこモータース（田中むねよし）
- アフター0 Neo（岡崎二郎） ※『アフター0』シリーズ続編
- A LIFE OF THE BEETLE あるカブトムシの一生（田中むねよし）
- アルティストは花を踏まない（小日向まるこ）
- 岩谷テンホーの知らんプリ劇場（岩谷テンホー）
- 岩谷テンホーのニッポンちゃちゃちゃ〜男と女の内在的論理〜（岩谷テンホー）
- 宇宙家族ノベヤマ（岡崎二郎）　◆ビッグコミックから移籍
- 宇宙でいちばん熱い風呂（いしがきのぼる）
- 江戸釣百景ぶらり百竿（原作：中川真、作画：風狸けん）
- おとむらい（原作：根岸康雄、作画：若狭星）
- カミングアウト館（見ル野栄司）
- カラダカラ（田辺崇）　◆ビッグコミックにも1話掲載された
- 鑑識・米沢守の事件簿（原作：ハセベバクシンオー、作画：こやす珠世）　※『相棒』番外編
- 機械仕掛けの愛（業田良家） ◆ ※第一部完、第二部は『機械仕掛けの愛 ママジン』と改題して引き続き連載
  - 機械仕掛けの愛 ママジン（業田良家）
- キッチンアワー（一條裕子）
- キッテデカ（寺沢大介、原案：高橋遠州）　◆ビッグコミックにも不定期で掲載
- 銀のしっぽ（森真理）　◆ビッグコミックへ並行連載を経て移籍、ビッグコミックで休載後に増刊で再開
- 公家侍秘録（高瀬理恵）　◆ビッグコミックにも不定期で掲載
- くどきごはん（高梨みどり）　※ショート漫画
- クルーズ 医師山田公平航海誌（原作：矢島正雄、作画：菊田洋之）　◆ビッグコミックから移籍
- クルマ馬鹿 スーパースター烈伝（田中むねよし）
- ケン月影劇場（ケン月影）
- 小平天子のメランコミック（今泉太郎）※短期集中連載[3]
- 小デブの惑星（中川いさみ）
- ゴルゴ13（さいとう・たかを）　◆2011年までは本誌との並行連載、以後は2021年まで増刊では旧作の再掲載
- 斉木のルール（月島冬二）
- Gの遺伝子 少女ファネット（原作：さいとう・たかを／さいとう・プロダクション）※ファネット・ゴベールを主人公とする『ゴルゴ13』のスピンオフ
- 獅子の王国 第二部（六田登） ◆ビッグコミックから移籍
- しっくすてぃず（山科けいすけ）
- 地元のもみぢ（葉野宗介）
- シャレにナラナイさん（伊藤和良）　◆ビッグコミックにも掲載 ※やわらかスピリッツでも連載
- 獣医ドリトル（作：夏緑、画：ちくやまきよし） ◆ビッグコミックへ並行連載を経て移籍
- 十三人の刺客（原作：池宮彰一郎、協力：映画「十三人の刺客」製作委員会、画：森秀樹）
- ショパンの事件譜（原作：北原雅紀、作画：あおきてつお） ◆ビッグコミックにも不定期で掲載
- 新おみやさん（原作：石ノ森章太郎、脚本：香川まさひと、画：木村直巳）
- 人生ことわざ面白“漫”辞典（文：藤子不二雄Ⓐ、イラスト：西原理恵子）
- 総務部総務課有馬係長（原作：林律雄、作画：高井研一郎）　総務部総務課山口六平太番外編
- そばもん ニッポン蕎麦行脚（山本おさむ、監修：藤村和夫） ◆ビッグコミックへ移籍
- 宝物物語（森雅之）
- 卓球社長（島本和彦）
- ダブルイーグル（つかさつよし）
- ちから（森秀樹）
- ちょい・あぶ（森田フミゾー）
- DeVIL（能條純一） ◆ビッグコミックへ移籍
- Too BEAT（原作：武論尊、漫画：吉田史朗）
- TALKING DEAD（葉野宗介） ◆ビッグコミックにも不定期で掲載
- どつぼね様がゆく（森田フミゾー）
- どんぐりの家〜それから〜（山本おさむ）
- 丼どん飯（脚本：夏緑、作画：ちくやまきよし） ※第1話脚本は「海野幸」名義
- ちゃぺ! -津軽鉄道四季ものがたり-（原作：川上健一、作画：引野真二）
- 永田町ツギハギレッドカーペット（森田フミゾー）
- ハートボール（原秀則、脚本：風巻龍平） ◆ビッグコミックで前後編読切で掲載、のち増刊で連載
- 白魔殿の医師（原作：よこみぞ邦彦、作画：星野泰視）
- 鼻紙写楽 菊之丞（一ノ関圭）
- 鼻紙写楽 小紅（一ノ関圭）
- 華中華（原作：西ゆうじ、作画：ひきの真二） ◆ビッグコミックへ移籍
- はるちゃん 高知県・久礼編（青柳プロダクション）
- 病室で念仏を唱えないでください（こやす珠世） ◆ビッグコミックでも短期連載
- プロの生活（田中誠）
- 北極百貨店のコンシェルジュさん（西村ツチカ）
- 星の輝き、月の影（じんのあい）
- HOTEL〜ミレニアム・サービス編〜（石森章太郎プロ、脚本：大石賢一、作画協力：シュガー佐藤） ◆『HOTEL』本編はビッグコミック連載
- ホテル探偵DOLL（さいとう・たかを）
- ポポたま（たかはしけんじ）
- 本阿弥名刀秘録（小田桐道明、原案・監修：大越弘道）
- マウンドファーザー（野部利雄） ◆ビッグコミックへ移籍
- マシュマロ♥ランド（ユミコ ロドリゲス）
- 万願寺偉人クリニック（細川貂々）　◆ビッグコミックで不定期掲載から通常連載へ移行までの間に増刊で連載、移行後にも増刊に不定期で掲載された。
- みこん兄弟（伊藤理佐）
- 道草探検隊（星里もちる）
- 冥土役人 めいど・ぱぶ（見ル野栄司）
- もぐり食堂は流れゆく（保松侘助）
- モディリアーニにお願い（相澤いくえ） ◆ビッグコミックにも不定期で掲載
- ヤセとメタボのげんき日和（森真理）
- US-2 救難飛行艇開発物語（月島冬二）
- よろずや喜八（さだやす圭）　◆ビッグコミックにも不定期で掲載
- らせんの迷宮-遺伝子捜査-（作：夏緑、画：菊田洋之）
- れんげヌードルライフ（小坂俊史）　※竹書房より単行本化
- 和算に恋した少女（脚本：中川真、作画：風狸けん）　◆ビッグコミックにも不定期で掲載

## 映像化
| 作品                           | 公開年 | アニメーション制作 | 備考 |
| ------------------------------ | ------ | ------------------ | ---- |
| 北極百貨店のコンシェルジュさん | 2023年 | Production I.G     |      |

| 作品                           | 放送年 | 制作                     | 備考 |
| ------------------------------ | ------ | ------------------------ | ---- |
| 獣医ドリトル                   | 2010年 | TBS                      |      |
| 病室で念仏を唱えないでください | 2020年 | TBS                      |      |
| らせんの迷宮〜DNA科学捜査〜    | 2021年 | R.I.S Enterprise（協力） |      |